# RIZIN LANDMARK 11
RIZIN LANDMARK 11 in SAPPRO（ライジン・ランドマーク・テン・イン・サッポロ）は、日本の総合格闘技団体「RIZIN」の大会の一つ。
2025年6月14日に北海道札幌市真駒内屋内競技場（真駒内セキスイハイムアイスアリーナ）で開催された。

## 概要
2023年6月に開催されたRIZIN.43に続くRIZIN2度目の北海道大会。

## 対戦カード

### オープニングファイト
第1試合 MMA特別ルール 77.0kg契約ワンマッチ 5分2R
×  成田佑希 vs.  能登崇 ○
2R 4:50 腕ひしぎ十字固め
第2試合 キックボクシングルール 52.5kg契約ワンマッチ 3分3R
×  西島恭平 vs.  林修斗 ○
3R終了 判定0-3
第3試合 MMA特別ルール 61.0kg契約ワンマッチ 5分2R
×  小林大希 vs.  森永ユキト ○
1R 0:53 肩固め
第4試合 MMA特別ルール 56.0kg契約ワンマッチ 5分2R
×  鈴木嵐士 vs.  早坂優瑠 ○
1R 3:41 アンクルホールド

### 本戦
第1試合 キックボクシングルール 61.0kg契約ワンマッチ 3分3R
○  上野奏貴 vs.  山川賢誠 ×
3R終了 判定3-0
第2試合 キックボクシングルール 61.0kg契約ワンマッチ 3分3R
×  としぞう vs.  鵜澤悠也 ○
3R終了 判定0-3
第3試合 MMAルール 66.0kg契約ワンマッチ 5分3R
○  遠藤来生 vs.  ザーシバーディン ×
3R終了 判定3-0
第4試合 キックボクシングルール 64.0kg契約ワンマッチ 3分3R
○  上野空大 vs.  ファーパヤップ・GRABS ×
3R終了 判定3-0
※ファーパヤップが前日計量で契約体重を0.9kgオーバーしたため、上野が勝利した場合のみ公式記録として裁定され、ファーパヤップにレッドカードによる減点（減点2）のペナルティが与えられた状態で試合が行われた。
第5試合 MMAルール 61.0kg契約ワンマッチ 5分3R
×  マゲラム・ガサンザデ vs.  安藤達也 ○
1R 3:33 リアネイキッドチョーク
第6試合 MMAルール 61.0kg契約ワンマッチ 5分3R
○  中島太一 vs.  CORO ×
1R 1:17 KO（左フック→パウンド）
第7試合 MMAルール 52.5kg契約ワンマッチ 5分3R
×  ソルト vs.  万智 ○
3R終了 判定0-3
第8試合 MMAルール 120.0kg契約ワンマッチ 5分3R
○  シナ・カリミアン vs.  荒東"怪獣キラー"英貴 ×
3R終了 判定3-0
第9試合 MMAルール 61.0kg契約ワンマッチ 5分3R
○  後藤丈治 vs.  鹿志村仁之介 ×
3R終了 判定3-0
第10試合 MMAルール 120.0kg契約 5分3R
RIZIN WORLD GP 2025 ヘビー級トーナメント 1回戦
○  アレクサンダー・ソルダトキン vs.  プリンス・アウンアラー ×
3R終了 判定3-0
※ソルダトキンがトーナメント準決勝進出。
第11試合 MMAルール 66.0kg契約ワンマッチ 5分3R
○  ビクター・コレスニック vs.  SASUKE ×
1R 4:43 KO（サッカーボールキック）
第12試合 MMAルール 66.0kg契約ワンマッチ 5分3R
×  山本空良 vs.  鈴木博昭 ○
3R終了 判定0-3
第13試合 MMAルール 66.0kg契約ワンマッチ 5分3R
○  イルホム・ノジモフ vs.  新居すぐる ×
1R 2:09 KO（スタンドキック）
第14試合 MMAルール 71.0kg契約ワンマッチ 5分3R
○  堀江圭功 vs.  西川大和 ×
1R 4:40 TKO（パウンド）
第15試合 MMAルール 66.0kg契約ワンマッチ 5分3R
○  ヴガール・ケラモフ vs.  木村柊也 ×
3R終了 判定3-0

### カード変更
カード変更は以下の通り。
- 安齋宙 vs. もっとがんばれ！ふるかわくん →もっとがんばれ！ふるかわくんが練習中に怪我をし、ドクターストップとなり試合中止。